# Mareanivka, Iemilciîne
Mareanivka (în ucraineană Мар`янівка) este un sat în comuna Rîhalske din raionul Iemilciîne, regiunea Jîtomîr, Ucraina.

## Demografie
Componența lingvistică a localității Mareanivka
     Ucraineană (98,65%)
     Rusă (1,35%)
Conform recensământului din 2001, majoritatea populației localității Mareanivka era vorbitoare de ucraineană (98,65%), existând în minoritate și vorbitori de rusă (1,35%).